# Teting-sur-Nied
Pour les articles homonymes, voir Teting (homonymie) et Nied (homonymie).
Teting-sur-Nied [tetɛ̃ syʁ nje] est une commune française située dans le département de la Moselle et le bassin de vie de la Moselle-Est, en région Grand Est.
L'orthographe Téting est fréquente.

## Géographie

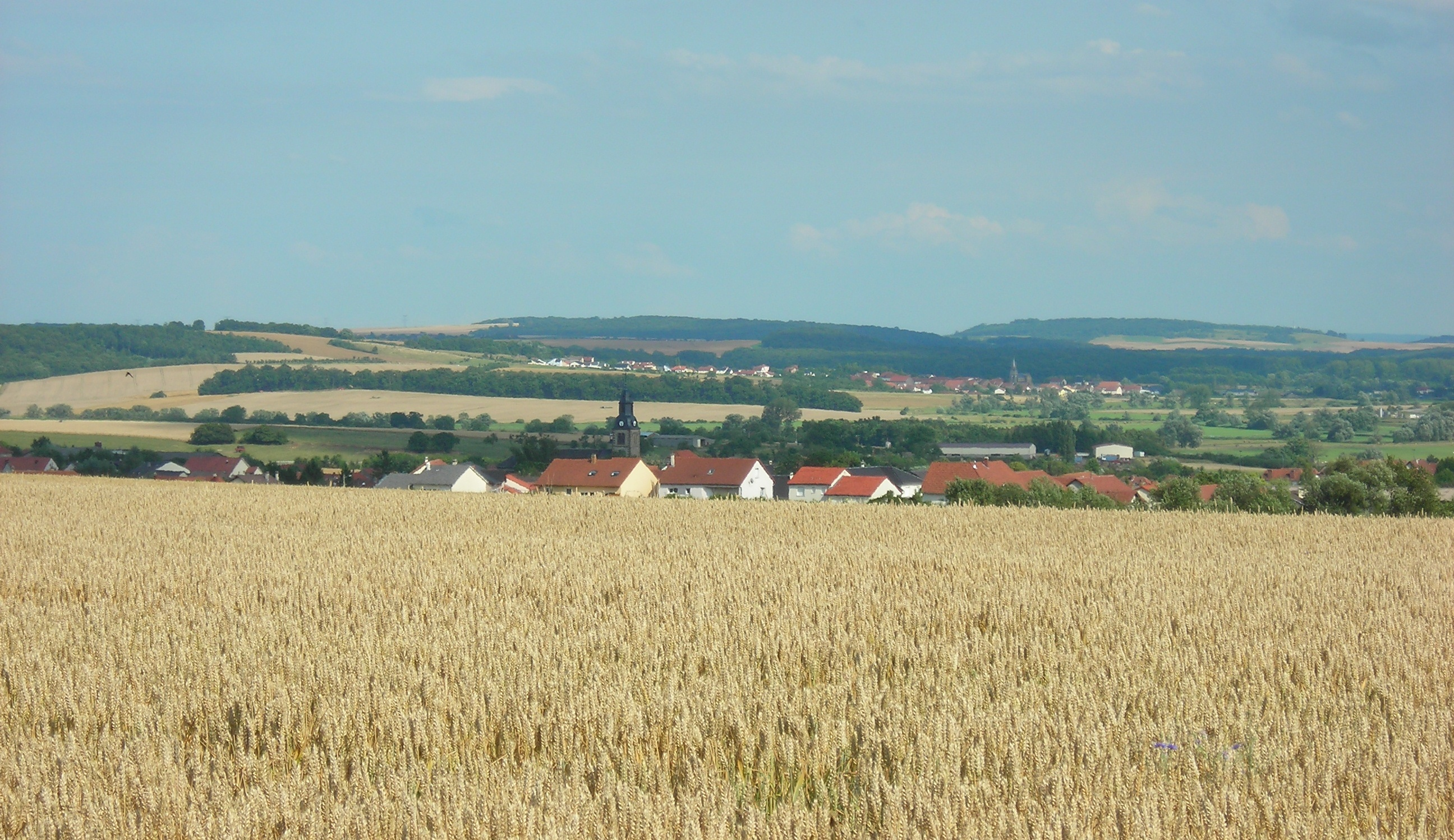
Le village de Teting-sur-Nied.

Teting-sur-Nied se trouve dans le nord-est de la France, dans le département de la Moselle, en Lorraine. Il s'agit d'une petite commune rurale située sur la ligne Maginot. Le village est traversé par la Nied allemande.

### Hameaux
Le hameau de Metring se trouve sur le territoire de la commune.

### Communes avoisinantes
Les communes avoisinantes sont Folschviller, Pontpierre et Lelling.
| Laudrefang |                    | Folschviller |
| Pontpierre | Teting-sur-Nied    |              |
|            | Guessling-Hémering | Lelling      |

### Hydrographie

#### Réseau hydrographique
La commune est située dans le bassin versant du Rhin au sein du bassin Rhin-Meuse. Elle est drainée par la Nied Allemande, le ruisseau du Bischwald, le ruisseau le Waeldersbach, le ruisseau de la Peche et le ruisseau le Durbach.
La Nied allemande, d'une longueur totale de 57,9 km, prend sa source dans la commune de Guenviller et se jette  dans la Nied à Condé-Northen, après avoir traversé 23 communes.

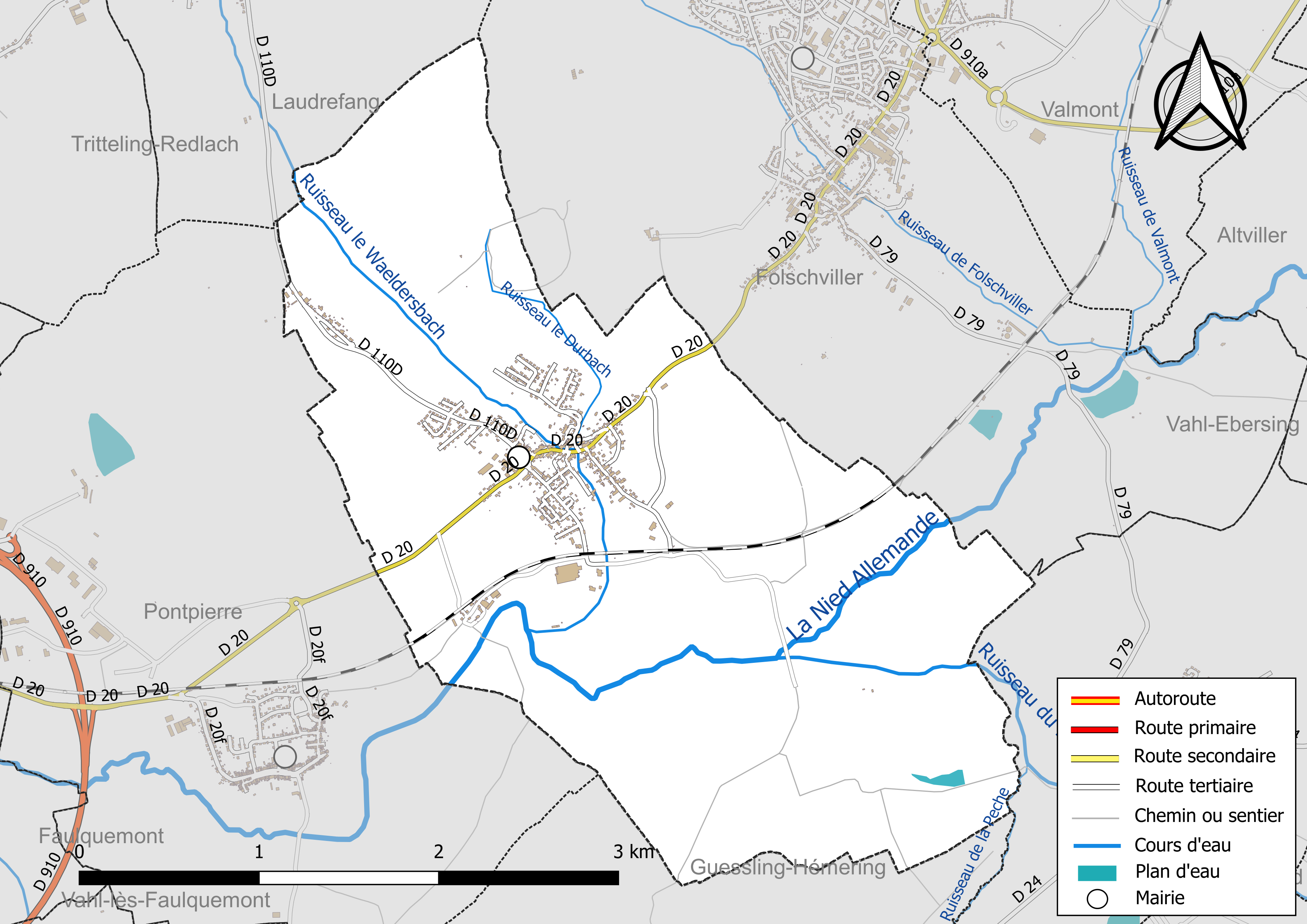
Réseaux hydrographique et routier de Teting-sur-Nied.

Le ruisseau du Bischwald, d'une longueur totale de 13 km, prend sa source dans la commune de Grostenquin et se jette  dans la Nied allemande sur la commune, après avoir traversé huit communes.

#### Gestion et qualité des eaux
Le territoire communal est couvert par le schéma d'aménagement et de gestion des eaux (SAGE) « Bassin Houiller ». Ce document de planification, dont le territoire est approximativement délimité par un triangle formé par les villes de Creutzwald, Faulquemont et Forbach, d'une superficie de 576 km2, a été approuvé le 27 octobre 2017. La structure porteuse de l'élaboration et de la mise en œuvre est la région Grand Est. Il définit sur son territoire les objectifs généraux d’utilisation, de mise en valeur et de protection quantitative et qualitative des ressources en eau superficielle et souterraine, en respect des objectifs de qualité définis dans le SDAGE  du Bassin Rhin-Meuse.
La qualité des eaux des principaux cours d’eau de la commune, notamment de la Nied Allemande et du ruisseau du Bischwald, peut être consultée sur un site dédié géré par les agences de l’eau et l’Agence française pour la biodiversité. 

### Climat
Pour des articles plus généraux, voir Climat du Grand Est et Climat de la Moselle.
En 2010, le climat de la commune est de type climat des marges montargnardes, selon une étude du Centre national de la recherche scientifique s'appuyant sur une série de données couvrant la période 1971-2000. En 2020, Météo-France publie une typologie des climats de la France métropolitaine dans laquelle la commune est exposée à un climat semi-continental et est dans la région climatique  Lorraine, plateau de Langres, Morvan, caractérisée par un hiver rude (1,5 °C), des vents modérés et des brouillards fréquents en automne et hiver. 
Pour la période 1971-2000, la température annuelle moyenne est de 9,7 °C, avec une amplitude thermique annuelle de 16,8 °C. Le cumul annuel moyen de précipitations est de 896 mm, avec 12,3 jours de précipitations en janvier et 9,6 jours en juillet. Pour la période 1991-2020, la température moyenne annuelle observée sur la station météorologique de Météo-France la plus proche, « Seingbouse », sur la commune de Seingbouse à 14 km à vol d'oiseau, est de 10,5 °C et le cumul annuel moyen de précipitations est de 731,4 mm. 
La température maximale relevée sur cette station est de 37,9 °C, atteinte le 25 juillet 2019 ; la température minimale est de −17 °C, atteinte le 20 décembre 2009,,. 
Les paramètres climatiques de la commune ont été estimés pour le milieu du siècle (2041-2070) selon différents scénarios d'émission de gaz à effet de serre à partir des nouvelles projections climatiques de référence DRIAS-2020. Ils sont consultables sur un site dédié publié par Météo-France en novembre 2022.

## Urbanisme

### Typologie
Au 1er janvier 2024, Teting-sur-Nied est catégorisée ceinture urbaine, selon la nouvelle grille communale de densité à sept niveaux définie par l'Insee en 2022.
Elle est située hors unité urbaine. Par ailleurs la commune fait partie de l'aire d'attraction de Saint-Avold (partie française), dont elle est une commune de la couronne,. Cette aire, qui regroupe 28 communes, est catégorisée dans les aires de moins de 50 000 habitants,.

### Occupation des sols
L'occupation des sols de la commune, telle qu'elle ressort de la base de données européenne d’occupation biophysique des sols Corine Land Cover (CLC), est marquée par l'importance des territoires agricoles (72,8 % en 2018), en diminution par rapport à 1990 (78,8 %). La répartition détaillée en 2018 est la suivante : 
prairies (34,4 %), terres arables (33,2 %), forêts (13,9 %), zones urbanisées (8,7 %), zones agricoles hétérogènes (5,1 %), mines, décharges et chantiers (4,7 %). L'évolution de l’occupation des sols de la commune et de ses infrastructures peut être observée sur les différentes représentations cartographiques du territoire : la carte de Cassini (XVIIIe siècle), la carte d'état-major (1820-1866) et les cartes ou photos aériennes de l'IGN pour la période actuelle (1950 à aujourd'hui).

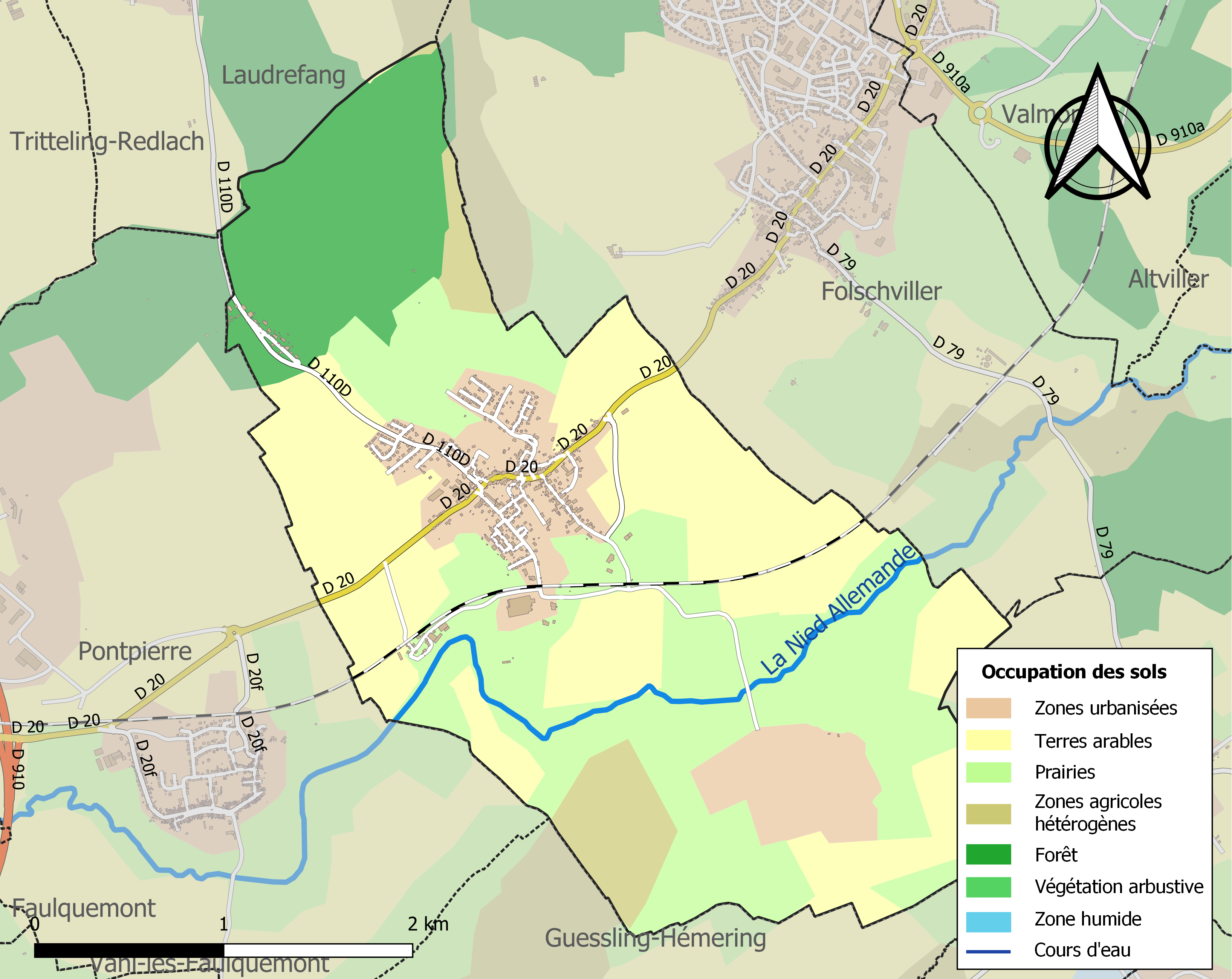
Carte des infrastructures et de l'occupation des sols de la commune en 2018 (CLC).

## Toponymie

### Teting-sur-Nied
- Du nom d'un homme germanique Tatto (ou Teto) suivi du suffixe -ing/-ingen[17].
- Thatanges (1289), Tettinga (1308), Taitange (1329), Tatinga (1361), Tatingen (1373), Thettingen (1460), Tettingen (1480), Tettinges (1486), Tettinga et Telinga (1544), Tetingen (1563), Tettingue (1682), Tetting (1779), Tetingen (1871-1918), Tetlingen (1940–1944), Teting-sur-Nied (1948)[18].
- Tétingen et Teting en francique lorrain.
- Deux autres communes basées sur la même toponymie sont: Tettingen-Butzdorf en Allemagne et Tétange au Luxembourg.

### Metring
- Metring (1450), Metrynghen (XVe siècle), Maittring (1585), Metringen (1563), Mettring (1608), Meteringen (1762), Metringen (1871-1918|1940-1944).

## Sobriquet
- Teting-sur-Nied : die krotteköpf (Les têtes de crapaud).
- Metring : die patrioten (Les patriotes).

## Histoire
Le territoire dépendait de l'ancienne province de Lorraine, de l'Empire et des Trois-Évêchés.
L'annexe de Métring est un hameau de la commune qui dépendait de la seigneurie de Folschwiller en 1681. Il compte presque 100 habitants en 1836 et 35 en 1900. Aujourd'hui[Quand ?], il n'y a plus que quelques maisons.

## Politique et administration
| Période   | Période   | Identité       | Étiquette | Qualité |
| --------- | --------- | -------------- | --------- | ------- |
| mars 1995 | mars 2001 | Charles Maire  |           |         |
| mars 2001 | mars 2014 | Pascal Bodocco |           |         |
| mars 2014 | En cours  | Guy Jacques    |           |         |

## Démographie
L'évolution du nombre d'habitants est connue à travers les recensements de la population effectués dans la commune depuis 1793. Pour les communes de moins de 10 000 habitants, une enquête de recensement portant sur toute la population est réalisée tous les cinq ans, les populations de référence des années intermédiaires étant quant à elles estimées par interpolation ou extrapolation. Pour la commune, le premier recensement exhaustif entrant dans le cadre du nouveau dispositif a été réalisé en 2007.

En 2022, la commune comptait 1 260 habitants, en évolution de −7,22 % par rapport à 2016 (Moselle : +0,52 %, France hors Mayotte : +2,11 %).
| 1793 | 1800 | 1806 | 1821 | 1836 | 1841 | 1861 | 1866 | 1871 |
| ---- | ---- | ---- | ---- | ---- | ---- | ---- | ---- | ---- |
| 628  | 676  | 719  | 754  | 906  | 819  | 751  | 752  | 679  |

| 1875 | 1880 | 1885 | 1890 | 1895 | 1900 | 1905 | 1910 | 1921 |
| ---- | ---- | ---- | ---- | ---- | ---- | ---- | ---- | ---- |
| 614  | 581  | 540  | 498  | 485  | 496  | 526  | 631  | 537  |

| 1926 | 1931 | 1936 | 1946 | 1954  | 1962 | 1968  | 1975  | 1982  |
| ---- | ---- | ---- | ---- | ----- | ---- | ----- | ----- | ----- |
| 652  | 654  | 865  | 686  | 1 254 | 985  | 1 033 | 1 152 | 1 082 |

| 1990  | 1999  | 2006  | 2007  | 2012  | 2017  | 2022  | - | - |
| ----- | ----- | ----- | ----- | ----- | ----- | ----- | - | - |
| 1 037 | 1 181 | 1 317 | 1 336 | 1 441 | 1 305 | 1 260 | - | - |

## Culture locale et patrimoine

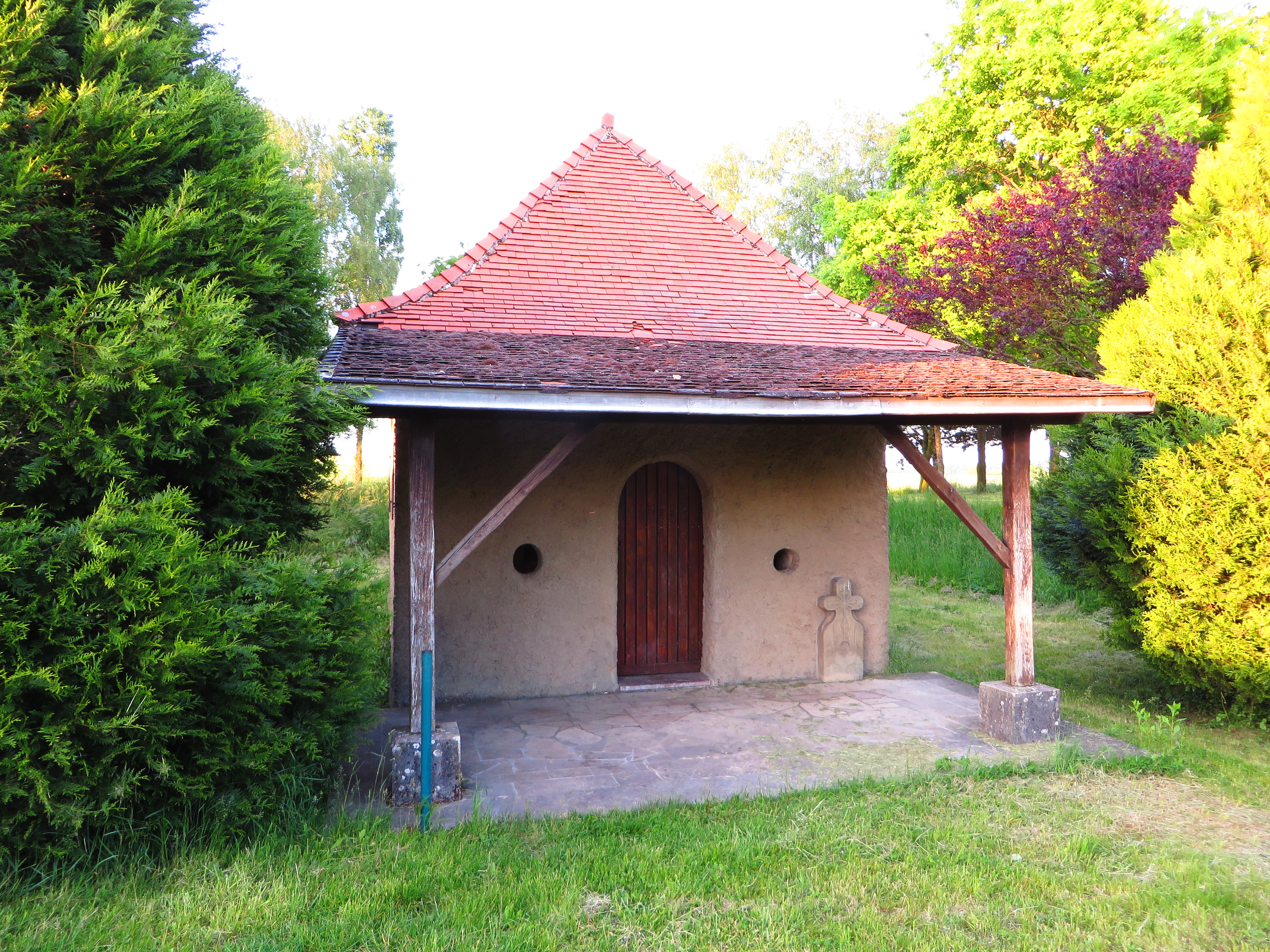
Chapelle de la Trinité.

### Lieux et monuments
- Vestiges gallo-romains : villa de luxe fouillée en 1880, fragments de mosaïque (au musée de Metz).
- Maison de maître XVIIIe siècle.
- Ouvrage de la ligne Maginot : l'ouvrage de Teting.

#### Édifices religieux
- Église Saint-Denis 1740 : clocher à bulbe plus ancien ; mobilier XVIIIe siècle (13 statues volées), orgue XIXe siècle.
- Chapelle de la Trinité XVIIIe siècle.

### Personnalités liées à la commune
- Pierre Ismert, (1768-1826), général de la République et de l'Empire, y est né.

### Héraldique
| Blason de Teting-sur-Nied | Blason  | D'azur à un casque d'argent taré de fasce, accompagné de trois glands feuillés du même. |
| Blason de Teting-sur-Nied | Détails | Le statut officiel du blason reste à déterminer.                                        |